# Finché ti va
Finché ti va è un singolo del gruppo musicale italiano Tiromancino, pubblicato l'11 settembre 2020 come primo estratto dal tredicesimo album in studio Ho cambiato tante case.

## Video musicale
Il videoclip, diretto dagli YouNuts!, è stato pubblicato il 18 settembre 2020 sul canale YouTube del gruppo e vede la partecipazione dell'attore Giacomo Ferrara e della ballerina Vanessa Guidolin.

## Tracce
Testi di Federico Zampaglione e Luigi Sarto, musiche di Giuseppe D'Albenzio e Camilla Capolla.
1. Finché ti va – 3:18

## Successo commerciale
In Italia il brano è stato il 68º più trasmesso dalle radio nel 2020.